# Bahnhof Berlin-Tegel
Der Bahnhof Berlin-Tegel ist ein Bahnhof im Berliner Ortsteil Tegel des Bezirks Reinickendorf. Er wird derzeit von der Linie S25 der S-Bahn Berlin bedient.

## Lage
Der Bahnhof liegt am Streckenkilometer 10,9 der Kremmener Bahn, ebenerdig und unmittelbar südlich des Bahnübergangs Gorkistraße. Er besitzt zwei Ausgänge auf beiden Seiten der Bahntrasse. Der Haupteingang befindet sich an der Buddestraße, nahe der Kreuzung Grußdorffstraße. Auf dem Bahnhofsvorplatz (Buddeplatz) befindet sich eine Bushaltestelle, die von den Linien 133 und N25 der Berliner Verkehrsbetriebe (BVG) bedient wird. Der nächste Eingang zum U-Bahnhof Alt-Tegel befindet sich rund 400 Meter entfernt an der Kreuzung Grußdorffstraße/Berliner Straße.

## Geschichte

### Frühe Jahre
In der Zeit des Deutschen Kaiserreichs eröffnete Preußen im Jahr 1893 die Kremmener Bahn (Schönholz – Tegel – Hennigsdorf – Velten – Kremmen) zur Erschließung der Gemeinden des Havellandes nordwestlich von Berlin. Mit der zunächst nur als eingleisige Nebenbahn konzipierten Strecke wurde der Bahnhof Tegel am 1. Oktober 1893 dem Verkehr übergeben. Die Züge fuhren zunächst vom Stettiner Bahnhof (ab 1950: Nordbahnhof) über die Gleise der Nordbahn bis Schönholz, zweigten dort auf die Kremmener Bahn ab und führten über Tegel bis Velten. Am 20. Dezember 1893 wurde die Strecke bis Kremmen verlängert.
Nach der Gründung der Borsigwerke in Tegel (1898) gewann die Strecke an Bedeutung für den Güterverkehr. Daher wurde die Trasse bis Bahnhof Tegel zweigleisig ausgebaut und am 1. Oktober 1905 eröffnet. In diesem Zuge wurde der Bahnhof Tegel um einen Güterbahnhof erweitert. 1910 wurden die AEG-Werke in Hennigsdorf eröffnet, woraufhin die Kremmener Bahn von Schönholz bis Velten zur Hauptbahn hochgestuft wurde. Der dichte Verkehr von Personenvorort-, Fern- und Güterzügen zwang zum zweigleisigen Ausbau bis Velten in den Jahren 1921–1927. Kurz hinter dem Bahnhof Tegel wurde 1922 eine Verbindung mit der 1908 eröffneten Industriebahn Tegel–Friedrichsfelde hergestellt, die vom Güterbahnhof Friedrichsfelde kommend den Tegeler Hafen mit zahlreichen Industriebetrieben im Berliner Nordosten verband.

### Vorkriegszeit
Der elektrische S-Bahn-Verkehr mit seitlicher 750-V-Stromschiene (Gleichstrom) wurde am 16. März 1927 aufgenommen. Die Züge fuhren im Berufsverkehr im Zehn-Minuten-Takt; 16.000& Reisende nutzten die Strecke in jede Richtung. Vor allem bis Tegel nutzten an Wochenenden bis zu 5.000 Ausflügler die Strecke. Die Kremmener Bahn war bis 1939 neben der Wannseebahn die am meisten frequentierte Vorortbahn Berlins.

### Zweiter Weltkrieg und Nachkriegszeit
In der Zeit des Nationalsozialismus war am Bahnhof Tegel ein Zwangsarbeiterlager eingerichtet, das der Versorgung der nahegelegenen Borsigwerke mit Zwangsarbeitern (insbesondere aus den Niederlanden) diente.
Nach dem Zweiten Weltkrieg lag mit der Stadt auch das S-Bahn-Netz in Trümmern. Nur ein Drittel aller Züge, Bahnanlagen und Empfangsgebäude war nach dem Krieg noch funktionsfähig. Zudem hatten die Nationalsozialisten als eine der letzten Handlungen vor der Kapitulation den Nord-Süd-Tunnel im Bereich des Landwehrkanals gesprengt und damit auf voller Länge einschließlich des unterirdischen Stettiner S-Bahnhofs geflutet, von dem die Züge in Richtung Tegel abfuhren. Da auch das Bahnstromnetz zusammengebrochen war, wurden 1945 und 1946 S-Bahn-Fahrten unter Dampf vom Stettiner (Fern-)Bahnhof bis Tegel durchgeführt. Als Reparationsleistung wurde 1945 das zweite Gleis zwischen Schönholz und Velten demontiert und in die Sowjetunion verschifft. So wurde die Kremmener Bahn wieder eingleisige Nebenbahn.
Am 16. November 1947 wurde mit dem Teilstück Friedrichstraße–Stettiner Bahnhof der Nord-Süd-Tunnel wieder vollständig trockengelegt und in Betrieb genommen. Damit war die letzte Lücke geschlossen und das Vorkriegs-S-Bahn-System im Großen und Ganzen wiederhergestellt und elektrifiziert, wenn auch an einigen Stellen immer noch improvisiert und im Pendelverkehr.

### Französischer Militärbahnhof in der Besatzungszeit

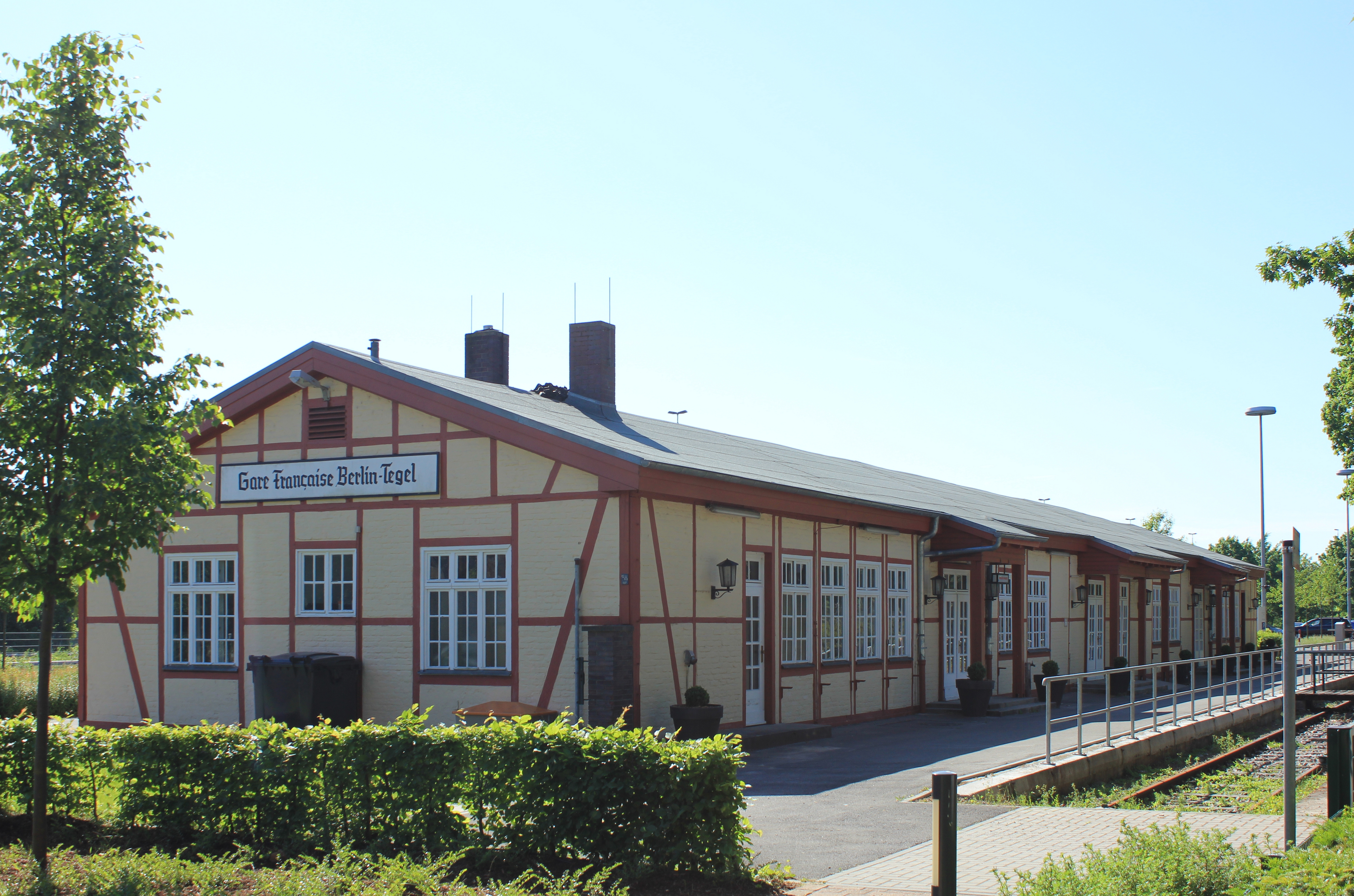
Französischer Militärbahnhof

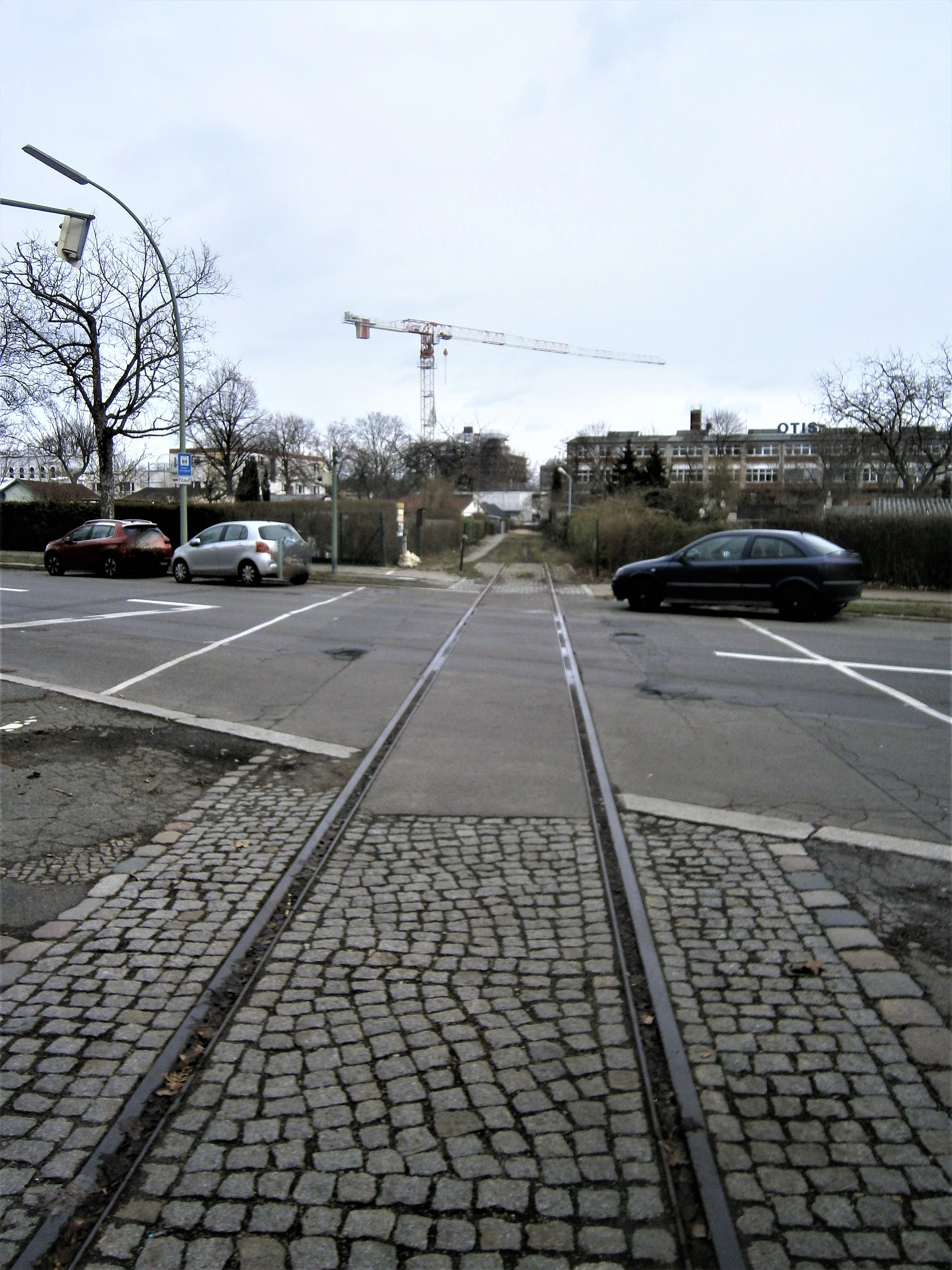
Straßenüberquerung Seidelstraße, 2019

Im Französischen Sektor der Viersektorenstadt Berlin liegend, wurde der Bahnhof Tegel schon bald nach dem Krieg für französische Militärtransporte genutzt. Er wurde am 6. Dezember 1947 durch den französischen Stadtkommandanten Jean Ganeval eröffnet. Zur Verladung von Gütern und Soldaten wurde ein Bereich des Güterbahnhofs Tegel von der französischen Armee in Beschlag genommen, die diesen in Gare Française Berlin-Tegel umbenannten. Für den Personenverkehr diente das Gleis zwischen Bahnhofsgebäude und Buddestraße. Der erste Militärzug verkehrte am 18./19. November 1945 zwischen Baden-Baden und Berlin-Wannsee. Ab 12./13. November 1946 verkehrte der französische Militärzug als DFA 651 dreimal wöchentlich von Mainz nach Berlin-Tegel und als DFA 652 in Gegenrichtung. Die direkte Verkehrsverbindung ab Tegel zu französischen Bahnhöfen wurden allgemein als „Franzosenzüge“ bezeichnet. Das Hauptquartier der französischen Streitkräfte als Quartier Napoléon wurde in den ehemaligen Hermann-Göring-Kasernen angelegt. Vom Bahnhof Tegel lag ein Anschlussgleis zur Firma Flohr-Otis. Durch dessen Verlängerung wurde zum besseren Transport von Kriegsgerät, wie Panzern, eine Gleisverbindung zum Kurt-Schumacher-Damm zu diesen Kasernen hergestellt. Während der Berlin-Blockade ruhte nach dem Zerfall der Sieger-Koalition der Betrieb für 13 Monate. Ab 21. April 1948 fielen sämtliche Dienstzüge von und nach Berlin aus. Am 24. Juni 1948 begann die Blockade und endete am 12. Mai 1949. Die Züge waren ausschließlich für Angehörige der französischen Streitkräfte (FFA) und deren Familienangehörige reserviert und wurden unentgeltlich benutzt. Oft führten diese Züge auch Güterwagen mit und sie dienten dem Frachtverkehr. Im Todesfall wurden Militärangehörige im eingestellten Kühlwagen überführt. In den 1980er Jahren verkehrten die Dienstzüge über das Netz der Deutschen Reichsbahn als DB 1040/1041 b (‚b‘ für Besatzungsmacht), auf dem Netz der Deutschen Bundesbahn als Dm 38040/38041. Die französischen Militärzüge fuhren noch bis 1994 von Tegel nach Straßburg.
Am 30. August 1994 verkehrte der letzte Militärzug nach Straßburg, gleichzeitig wurde der Bahnhof Gare Francaise geschlossen. Das Gebäude wurde bis 2004 vom Nordberliner Antik-, Kunst- und Sammlermarkt genutzt. Ab März 2006 wurde auf 12.000 m² des Güterbahnhofs ein Seniorenpflegeheim erbaut. Das Bahnhofsgebäude wurde vom Heimbetreiber der Firma domino-world gekauft und saniert. Das Gebäude ist als Baudenkmal aufgenommen. Die Einrichtung kann für Veranstaltungen genutzt werden, ohne dass Festeinbauten im Inneren angebracht werden. Auch die Außenansicht muss bestehen bleiben.

### Teilung Berlins
Mit dem Mauerbau am 13. August 1961 wurde auch die Kremmener Bahn geteilt. Endstation des West-Berliner S-Bahn-Verkehrs wurde Heiligensee, auf dem Gebiet der DDR gab es zunächst noch einen S-Bahn-Verkehr zwischen Hennigsdorf und Velten, der später durch Dampf- bzw. Dieselzüge ersetzt wurde. Der Boykott der durch die Deutsche Reichsbahn betriebenen S-Bahn in West-Berlin und der zweite Reichsbahnerstreik im Jahr 1980 fügten dem S-Bahn-Verkehr im Westteil der Stadt erheblichen Schaden zu. Die Kremmener Bahn bis Heiligensee blieb allerdings in Betrieb. Mit der Übergabe der S-Bahn-Betriebsrechte in West-Berlin an die BVG am 9. Januar 1984 wurde der S-Bahn-Verkehr zwischen Schönholz und Heiligensee über Tegel eingestellt. In Tegel blieben lediglich noch der Güterverkehr zu den in den ehemaligen Borsigwerken ansässigen Industriebetrieben, die „Franzosenzüge“ und die zwei- bis dreimal wöchentlich verkehrenden Kohlezüge für das Heizkraftwerk Märkisches Viertel, die die Strecke der ehemaligen Industriebahn Tegel–Friedrichsfelde nutzten.

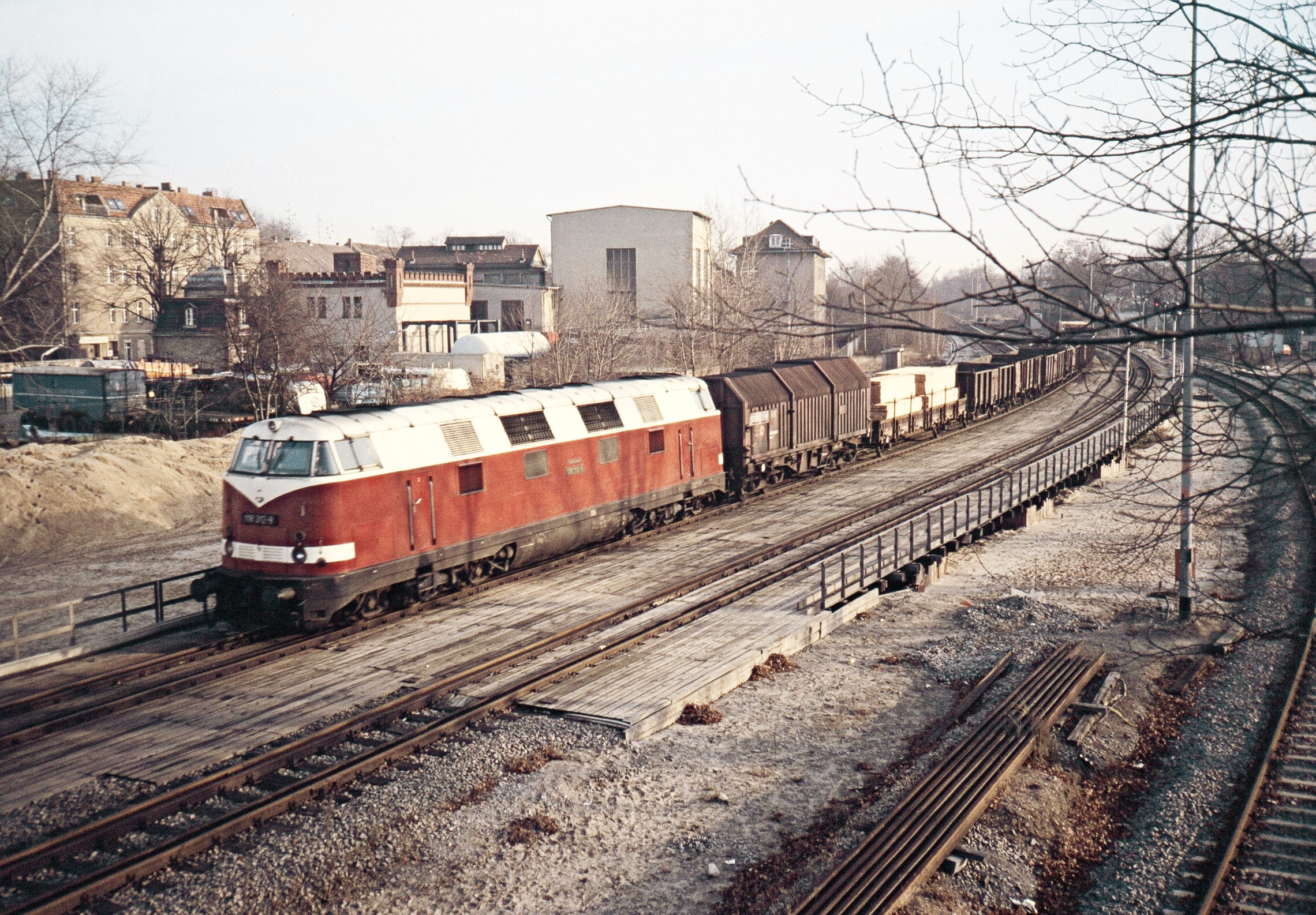
V 180 bei der Einfahrt auf der provisorischen Brücke über die Autobahnbaustelle, 1986
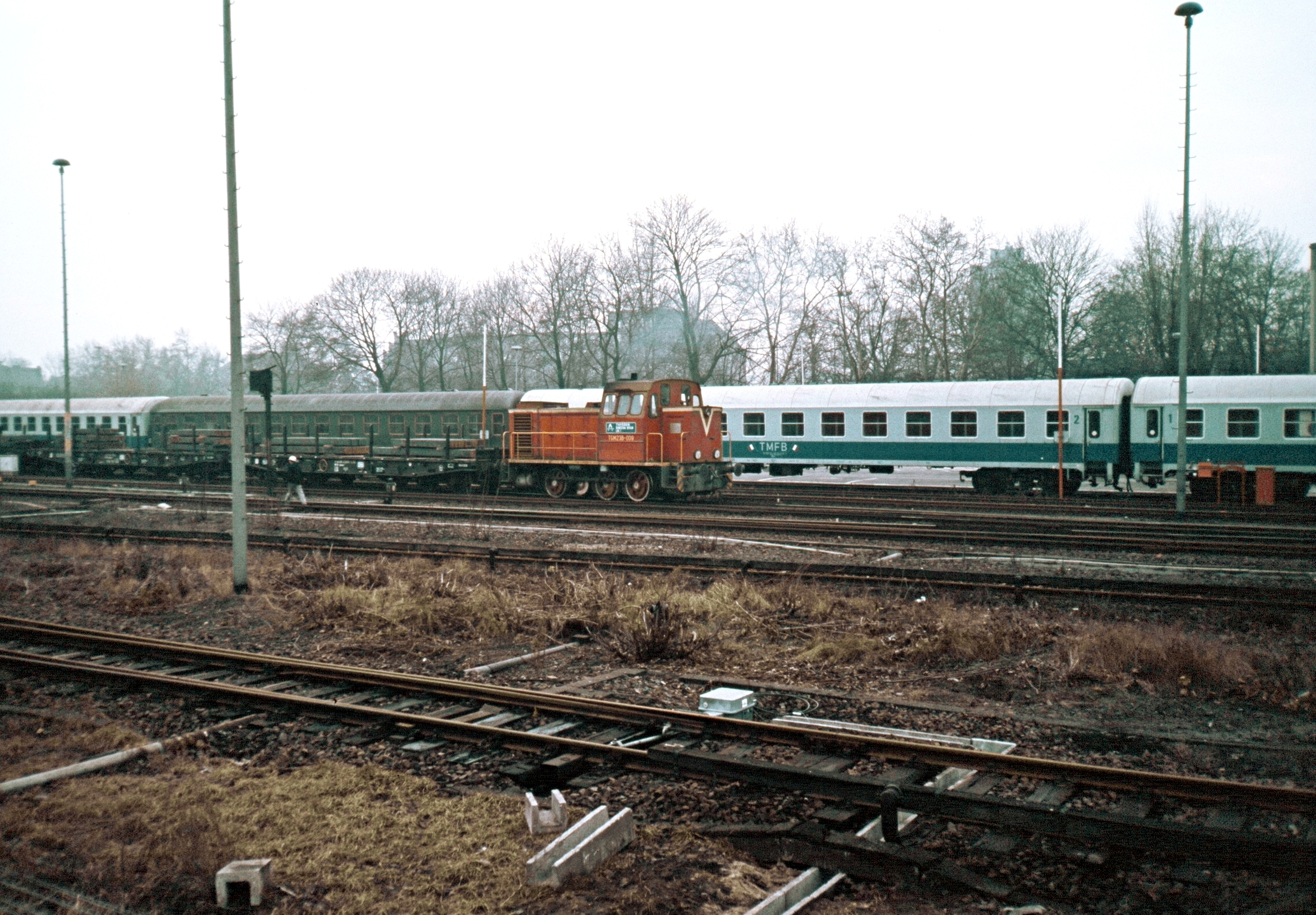
Werklok TGM23B der Thyssen Bandstahl AG (ehem. Borsig Lok 9) und abgestellte Reisezugwagen der französischen Streitkräfte
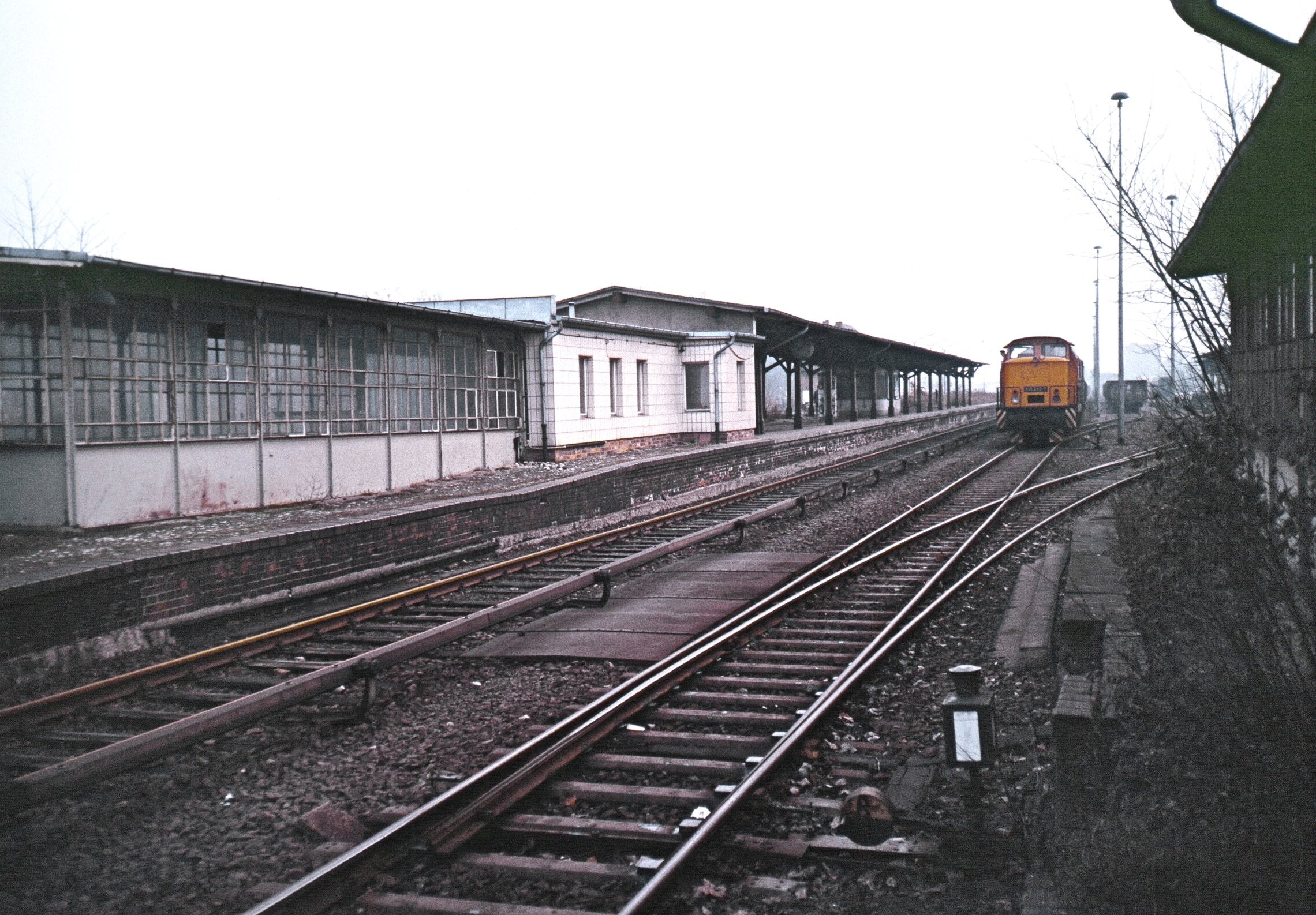
Stillgelegter Bahnsteig und Güterbahnhof, 1986
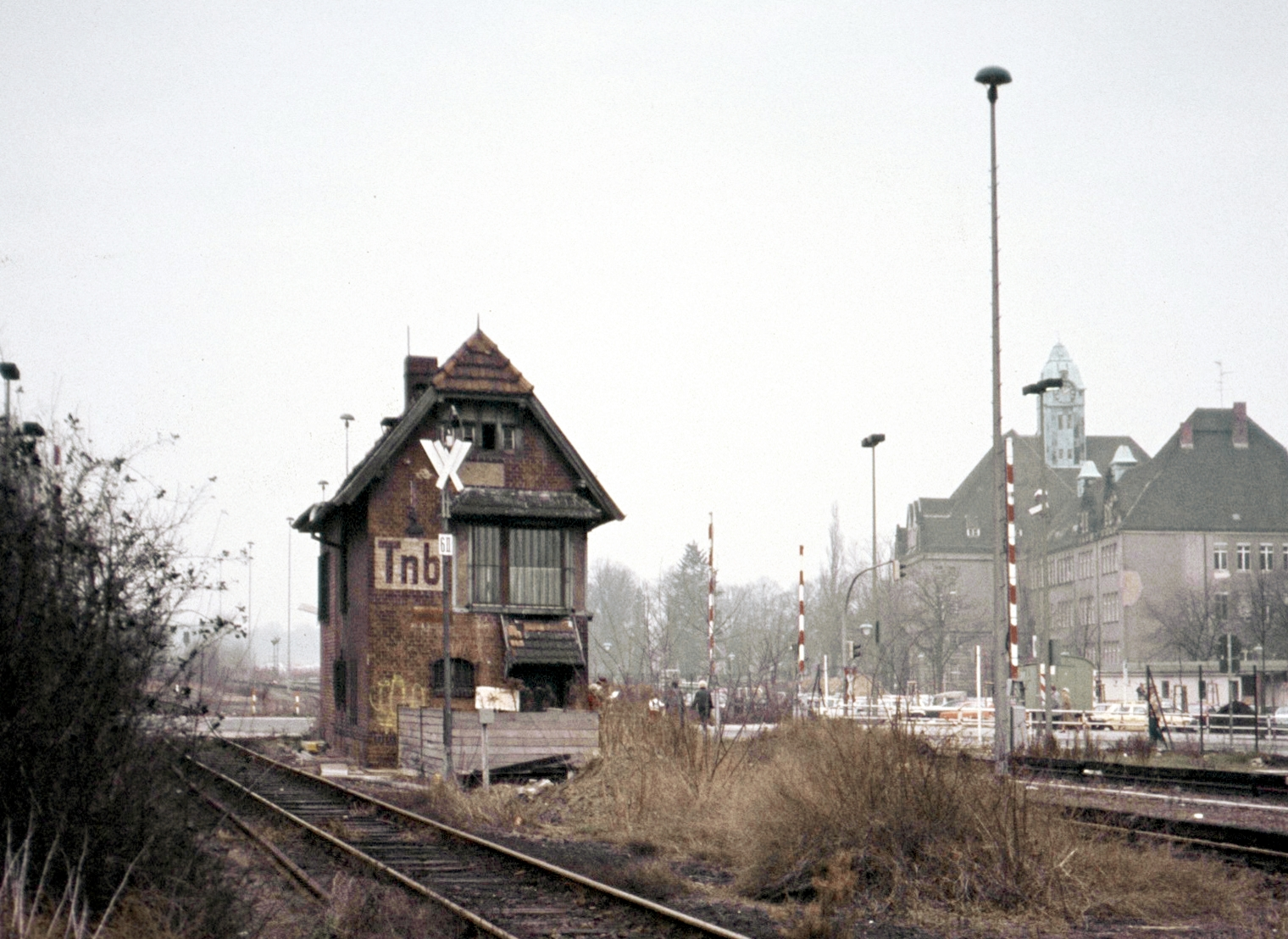
Stellwerk Tnb vor dem Bahnübergang Gorkistraße, 1986

### Nach der Wiedervereinigung

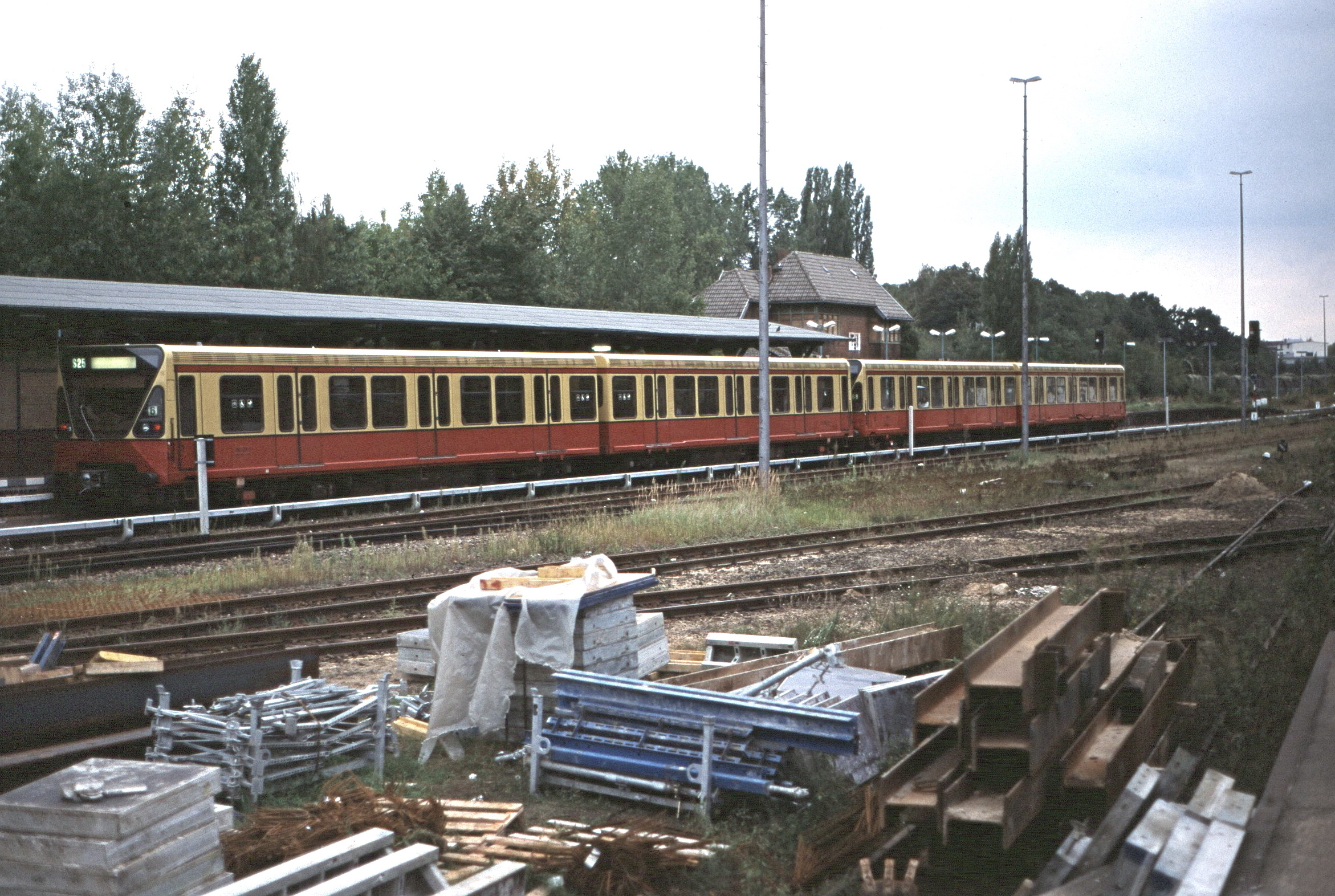
Am Bahnsteig ein Halbzug der Baureihe 480, nach rechts kreuzt das Gleis zu den ehemaligen Borsig-Werken, 1998

Nach der deutschen Wiedervereinigung beschloss das Berliner Abgeordnetenhaus im Jahr 1991, das S-Bahn-Netz von 1961 weitgehend wiederherzustellen. In diesem Zuge wurde die Sanierung der Kremmener Bahn, das heißt die Wiedereinrichtung des S-Bahn-Verkehrs von Schönholz bis Hennigsdorf, beschlossen. Die Sanierung sollte in zwei Schritten stattfinden. Am 28. Mai 1995 wurde nach der Erneuerung des Bahnübergangs Gorkistraße und einigen Brückenbauwerken die Strecke Schönholz – Tegel wiedereröffnet. Nach 37-jähriger Unterbrechung wurde am 15. Dezember 1998 der erste S-Bahn-Zug wieder am Bahnhof Hennigsdorf angenommen. Die neue Linie wurde unter der Bezeichnung S25 von Lichterfelde Süd durch den Nord-Süd-Tunnel auf die Kremmener Bahn geleitet und führt über Tegel weiter nach Hennigsdorf. 2005 wurde die Strecke im Süden bis Teltow Stadt verlängert. Eine Verlängerung im Norden bis zur alten Endstation in Velten ist im Gespräch.
Im Zuge der Renovierung der Strecke wurde der Bahnhof Tegel zweigleisig wiederhergestellt. Die Strecke als solche blieb aber weiterhin eingleisig, wodurch noch maximal ein 20-Minuten-Takt im S-Bahn-Verkehr möglich ist. Das Fachwerkgebäude des ehemaligen Güterbahnhofs Tegel ist erhalten, hier finden Flohmärkte und ähnliche Veranstaltungen statt. Außerdem sind zwei Stellwerksbauten erhalten, die aber keinen praktischen Nutzen mehr haben. Bis auf die beiden S-Bahn-Gleise liegt das für eine Nahverkehrsstation relativ große Gleisvorfeld des Bahnhofs brach, da die Strecke spätestens mit der Stilllegung der Industriebahn Tegel – Friedrichsfelde im Jahr 1997 jegliche Bedeutung für den Güterverkehr und auch für Personenverkehr außerhalb der S-Bahn verloren hat.
Von Mitte 2006 bis Mitte 2007 wurde auf einem Teil der ehemaligen Gleisanlagen südwestlich des S-Bahnsteigs der Neubau eines Pflegeheims errichtet. Die ungenutzten Gleisanlagen in diesem Bereich wurden zuvor beräumt.
Am 21. August 2012 um 11:42 Uhr entgleisten zwei Wagen eines S-Bahn-Zugs unmittelbar hinter dem Bahnhof nach der Ausfahrt in Richtung Hennigsdorf, als infolge einer durch den Fahrdienstleiter zu früh aufgelösten Fahrstraße eine Flankenschutzweiche unter dem fahrenden Zug umgestellt wurde. Sechs Personen wurden dabei leicht verletzt.
Im Bahnhof Tegel entstand bis Herbst 2021 das Stellrechnergebäude für ein Elektronisches Stellwerk. Dieses steuert den Abschnitt Berlin-Schönholz (ausschließlich) bis Hennigsdorf und ersetzt die Relaisstellwerke in Reinickendorf, Tegel und Heiligensee. In diesem Zuge wurden auch die Abstellgleise südlich des S-Bahnsteigs umgebaut und verlängert.

### Zukunft
In den 2020er Jahren wird eine Grundsanierung des Streckenabschnitts zwischen Schönholz und Tegel notwendig. In diesem Zuge ist der Wiederaufbau des zweiten S-Bahn-Gleises und die Einführung eines 10-Minuten-Takts bis Tegel geplant. Weiterhin untersuchen die Länder Berlin und Brandenburg die Einbindung des Prignitz-Expresses über die Kremmener Bahn zum Bahnhof Gesundbrunnen. Die Vorzugsvariante sieht hierfür, aufbauend auf der zu erfolgenden Grundsanierung und Herstellung der Zweigleisigkeit in Berlin, die Errichtung eines separaten Fernbahngleises zwischen Schönholz und Tegel für den Regional- und Güterverkehr vor. Im Bahnhof Tegel wird ein Halt des Prignitz-Expresses an einem neu zu realisierenden Regionalbahnsteig vorgesehen.

## Anbindung
Der S-Bahnhof wird von der Linie S25 der Berliner S-Bahn bedient. Es besteht eine Umsteigemöglichkeit zu den Buslinien der BVG.
| Linie | Verlauf |
| ----- | --- |
|       | Hennigsdorf – Heiligensee – Schulzendorf – Tegel – Eichborndamm – Karl-Bonhoeffer-Nervenklinik – Alt-Reinickendorf – Schönholz – Wollankstraße – Bornholmer Straße – Gesundbrunnen – Humboldthain – Nordbahnhof – Oranienburger Straße – Friedrichstraße – Brandenburger Tor – Potsdamer Platz – Anhalter Bahnhof – Yorckstraße – Südkreuz – Priesterweg – Südende – Lankwitz – Lichterfelde Ost – Osdorfer Straße – Lichterfelde Süd – Teltow Stadt |